# Heinrich LXIII. Reuß zu Köstritz

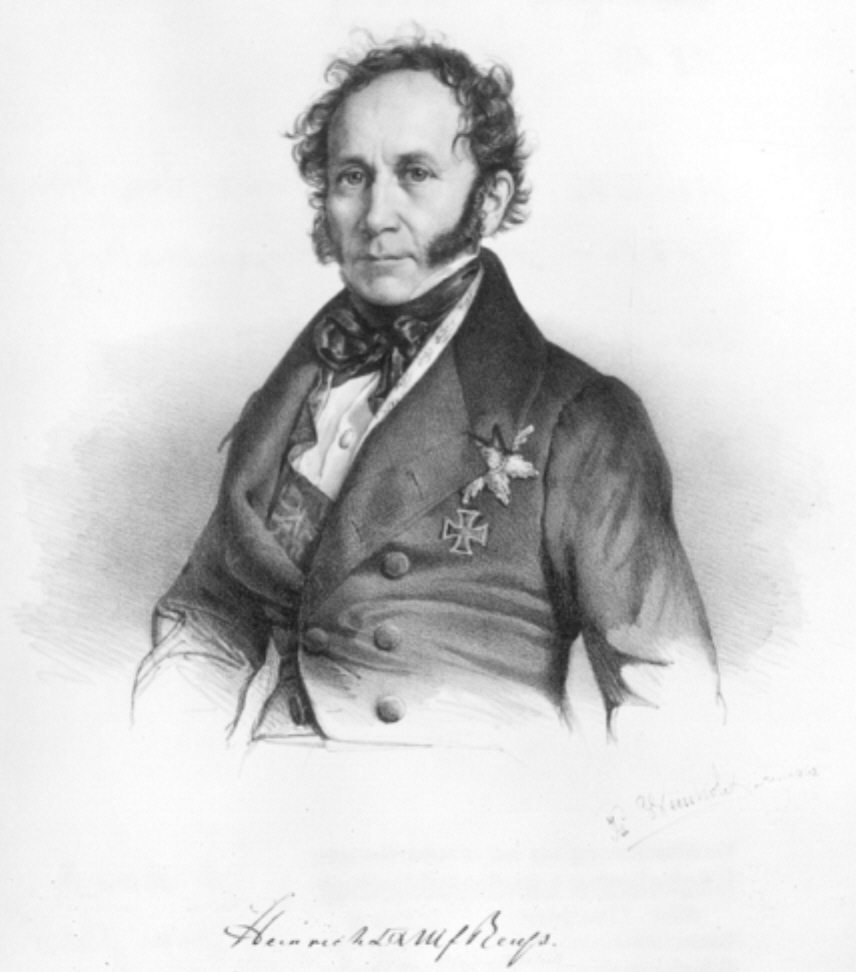
Prinz Heinrich LXIII. Reuß

Heinrich LXIII. Prinz Reuß zu Köstritz (* 18. Juni 1786 in Berlin; † 27. September 1841 in Stonsdorf, Landkreis Hirschberg im Riesengebirge, Provinz Schlesien) war ein Vertreter des Fürstenhauses Reuß.

## Leben
Nach dem Tod seines älteren Bruders Heinrich LX. Reuß zu Köstritz (1784–1833), Gutsherr in Klemzig (Neumark) und Ritterschaftsrat, der mit seiner Ehefrau Dorothea Prinzessin Schoenaich-Carolath zwei Töchter und damit keine männlichen Erben hinterließ, war er der Senior des mittleren Zweigs der Linie Köstritz. Er selbst war zweimal verheiratet. Auf Schloss Wernigerode heiratete er am 21. Februar 1819 Gräfin Eleonore zu Stolberg-Wernigerode (1801–1827) und nach deren Tod am 11. Mai 1828 Gräfin Caroline zu Stolberg-Wernigerode (1806–1896), beide Töchter des Grafen Henrich zu Stolberg-Wernigerode und der Jenny von Schönburg-Waldenburg.
Von 1833/34 bis zu seinem Tod gehörte er als vom König ernannter Rittergutsbesitzer der I. Kammer des Sächsischen Landtags an. Er besaß u. a. die Rittergüter in Klipphausen, Leichnam und Klix.

## Nachkommen
Heinrich LXIII. hinterließ folgende Kinder:
Aus erster Ehe:
- Johanne, genannt Jenny (1820–1878), seit 1843 verheiratet mit Prinz Ferdinand zu Schoenaich-Carolath
- Heinrich IV. Fürst Reuß zu Köstritz (1821–1894), folgte 1878 als Fürst seinem Cousin Heinrich LXIX. Reuß zu Köstritz aus dem älteren Zweig
- Auguste (1822–1862), heiratete den Großherzog Friedrich Franz II. von Mecklenburg-Schwerin
- Heinrich VI. Prinz Reuß (1823–1823), starb nur wenige Tage nach der Geburt in Wernigerode
- Heinrich VII. Prinz Reuß (1825–1906), Generaladjutant Kaiser Wilhelms I., erster deutscher Botschafter in Konstantinopel, lebte vorwiegend in Trebschen
- Heinrich X. Prinz Reuß (1827–1847), bei seiner Geburt starb die Mutter Eleonore

Aus zweiter Ehe:
- Heinrich XII. Prinz Reuß (1829–1866), Herr zu Stonsdorf, heiratete 1858 Anna Gräfin von Hochberg, Freiin zu Fürstenstein
- Heinrich XIII. Prinz Reuß (1830–1897), Herr zu Baschkow, heiratete 1869 Anna Gräfin von Hochberg, Freiin zu Fürstenstein
- Luise (1832–1862)
- Heinrich XV. Prinz Reuß (1834–1869), heiratete 1863 Gräfin Luitgarde zu Stolberg-Wernigerode (1838–1917), Tochter von Wilhelm zu Stolberg-Wernigerode
- Anna (1837–1907), heiratete 1863 Fürst Otto zu Stolberg-Wernigerode
- Heinrich XVII. Prinz Reuß (1839–1870), gefallen in der Schlacht von Mars-la-Tour